# Tour de Yorkshire
Tour de Yorkshire – kolarski wyścig wieloetapowy, rozgrywany w Wielkiej Brytanii w Yorkshire w latach 2015–2019. Zaliczany był do cyklu UCI Europe Tour, w którym posiadał najwyższą kategorię 2.HC.

## Lista zwycięzców
| Rok  | Pierwsze             | Drugie            | Trzecie         |          |
| ---- | -------------------- | ----------------- | --------------- | -------- |
| 2015 | Lars Petter Nordhaug | Samuel Sánchez    | Thomas Voeckler |          |
| 2016 | Thomas Voeckler      | Nicolas Roche     | Anthony Turgis  |          |
| 2017 | Serge Pauwels        | Omar Fraile       | Jonathan Hivert |          |
| 2018 | Greg Van Avermaet    | Eduard Prades     | Serge Pauwels   |          |
| 2019 | Christopher Lawless  | Greg Van Avermaet | Edward Dunbar   |          |
| 2020 | odwołany             | odwołany          | odwołany        | odwołany |
| 2021 | odwołany             | odwołany          | odwołany        | odwołany |